# Carlos Humberto Malfa
Carlos Humberto Malfa (ur. 13 listopada 1948 w Mar del Plata) – argentyński duchowny katolicki, biskup Chascomús w latach 2000–2024.

## Życiorys
Studiował w Papieskim Lombardzkim Seminarium Duchownym. Uzyskał tytuły licencjata teologii na rzymskim Angelicum oraz z psychologii na Uniwersytecie w Mar del Plata.
Święcenia kapłańskie otrzymał 28 grudnia 1978 i został inkardynowany do diecezji Mar del Plata. Pełnił w niej funkcje m.in. sekretarza biskupa, promotora sprawiedliwości, obrońcy węzła, a także wikariusza generalnego.

### Episkopat
20 maja 2000 papież Jan Paweł II mianował go biskupem diecezji Chascomús. Sakry biskupiej udzielił mu 21 lipca 2000 ówczesny nuncjusz apostolski w Argentynie - arcybiskup Santos Abril y Castelló.
11 listopada 2014 został wybrany sekretarzem generalnym Konferencji Episkopatu Argentyny. Funkcję tę pełnił do 9 listopada 2021.
9 stycznia 2024 papież Franciszek przyjął jego rezygnację z pełnionego urzędu, złożoną ze względu na wiek.